# Пако Буйо
Франциско (Пако) Буйо Санчес (роден 13 януари 1958 г.) е бивш испански футболист, национал. В първa дивизия е играл за ФК Севиля и Реал Мадрид. Освен това играе за втородивизионните (тогава) РКД Майорка, Депортиво Ла Коруня и Уеска. Най-дългият и успешен период на Буйо е в Реал Мадрид, където печели 6 пъти шампионата на Испания и две награди „Замора“ за най-добър вратар през годината. Играе професионален футбол над 20 години и има 542 мача в Примера дивисион, като по този показател е трети във вечната ранглиста.
Буйо е роден в Батаньос, Галисия. На 14-годишна възраст отива да играе в младежкия тим на Урал ФК, където играе едновременно като вратар и дясно крило, като едновремнно е най-добрия реализатор и вратарят с най-малко голове. След само година се премества в Батаньоз ФК за две години, а след това попдисва първия си професионален договор - с РСД Майорка, които тогава са в Сегунда дивисион. След само 1 сезон отива в Депортиво Ла Коруня, където остава до 1980 г., с изключение на сезон 1978-79, когато е под наем в СД Хуеска, докато изкарва военната си служба. Дебютира в Примера дивисион през сезон 1980-81 за ФК Севиля, като става техен титулярен вратар от началото на сезона. Играе там 6 години и записва 242 участия. Прави и дебют в националния отбор. 1986 г. е закупен от Реал Мадрид. В този тим остава чак до края на кариерата си през 1997 г. През 11-те си сезона в Мадрид, Буйо печели 6 титли, 2 купи на краля, а в редиците са играчи като Емилио Бутрагеньо (както и останалата част от Петорката на ястреба) Чендо, Уго Санчес, Фернандо Йеро, Фернандо Редондо, Раул и много други. Буйо дебютира с тима на белия балет срещу Реал Мурсия и остава на вратата всички 44 мача през сезона, като накрая печели титлата (първата от четири поредни за него). Тимът обаче не се справя добре на европейската сцена през това време. С Буйо на вратата тимът печели още 2 титли - през сезон 1994-95, в която има 709 поредни минути без допуснат гол и 1996-97. След това се пенсионира на 39-годишна възраст, записвайки 542 мача в Примера дивисион, като по този показател е трети след Андони Субисарета(вратар на Барса през същия период) и Еузебио Сакристан.
Докато Буйо е в Депортиво е пръв младежки вратар на Испания и участва на Олимпийски игри през 1980 г., но по-късно е изместен от Андони Субисарета. Записва едва 6 мача за националния отбор, допускайки 2 гола между 1983 и 1992 г., участник на Европейското първенство през 1984, когато е Испания губят на финала от Франция.
След края на състезателната си кариера създава компания, чиято дейност е изграждане и поставяне на изкуствени тревни покрития, работи и като телевизионен коментатор на арабската Ал-Джазира.